# Pseudotropheus demasoni
Chindongo demasoni es una especie de pez de la familia Cichlidae en el orden de los Perciformes.

## Morfología
Los machos pueden llegar alcanzar los 6,3 cm de longitud total.

## Distribución geográfica
Se encuentra en el África Oriental: es una especie  endémica de dos pequeños arrecifes de la parte Tanzana del lago Malawi.